# تومي كالدويل (موسيقي)
تومي كالدويل (بالإنجليزية: Tommy Caldwell)‏ هو موسيقي أمريكي، ولد في 9 نوفمبر 1949 في سبارتانبرغ في الولايات المتحدة، وتوفي في 28 أبريل 1980 في Moore, South Carolina ‏ في الولايات المتحدة.